# Northern Patrol (Erster und Zweiter Weltkrieg)

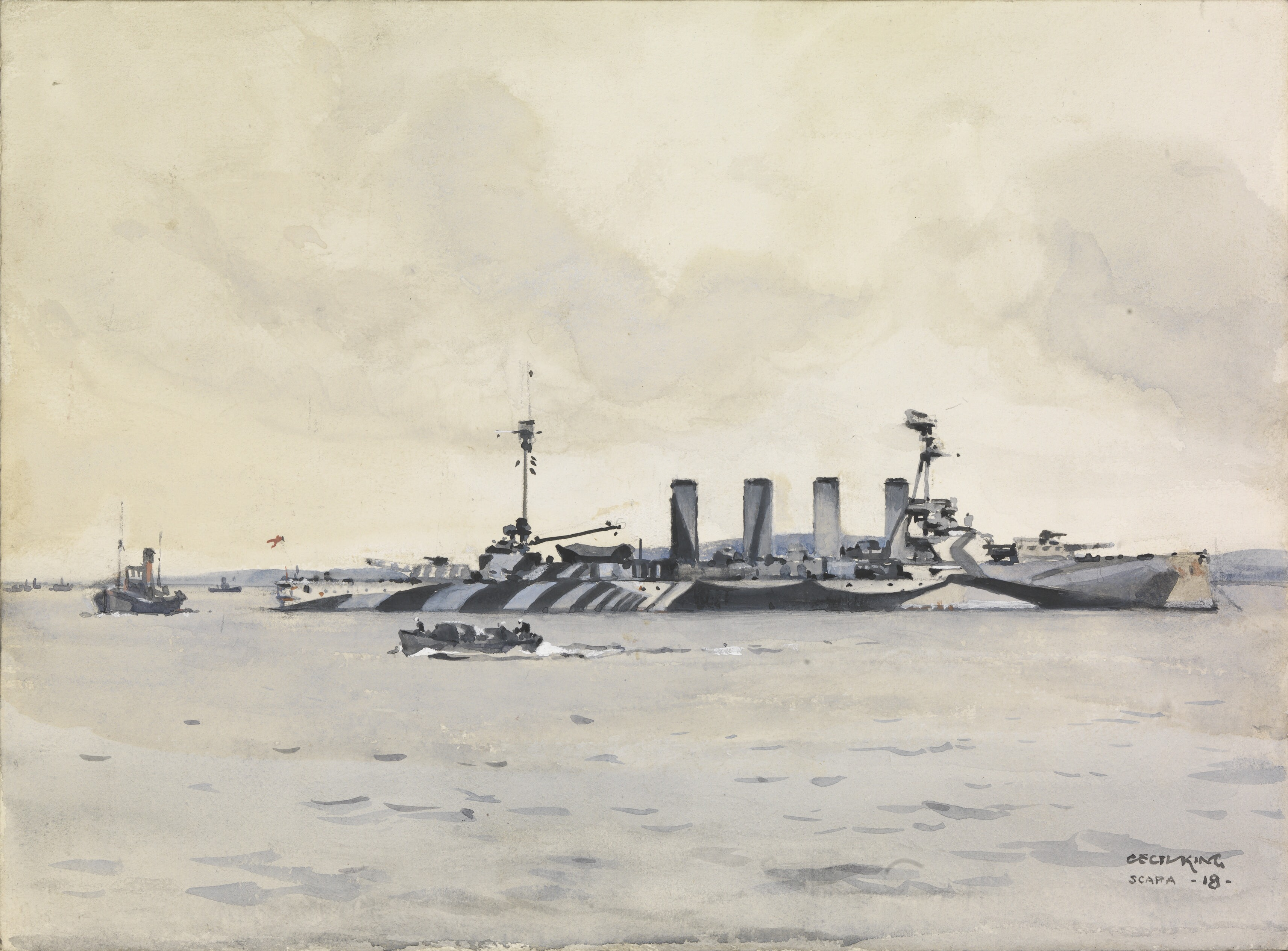
HMS Minotaur in Tarnbemalung

Die Northern Patrol war eine Operation der Royal Navy, die während des Ersten Weltkriegs vom 3. August 1914 bis zum 29. November 1917 durchgeführt wurde. Aufgabe war die Seeblockade Deutschlands im nordöstlichen Atlantik im Dreieck Schottland, Lofoten und Island. Das südliche Pendant bildete im Ärmelkanal die Dover Patrol. Angloamerikanische Marinehistoriker sehen in ihrer Tätigkeit den entscheidenden Faktor für die Niederlage der Mittelmächte, da durch die indirekte Kriegsführung die deutsche Heimatfront zermürbt und soziale Unruhen bis hin zur Novemberrevolution ausgelöst wurden. Die Operation wurde Ende 1917 beendet, da durch den Kriegseintritt der USA im April 1917 die Staaten als Handelspartner des Reiches ausfielen. Zu Beginn des Zweiten Weltkriegs wurde die Operation wieder aufgenommen, jedoch im September 1940 aufgrund der strategischen Lage in Nordeuropa de facto beendet.

## Strategische Zielsetzung, Organisation

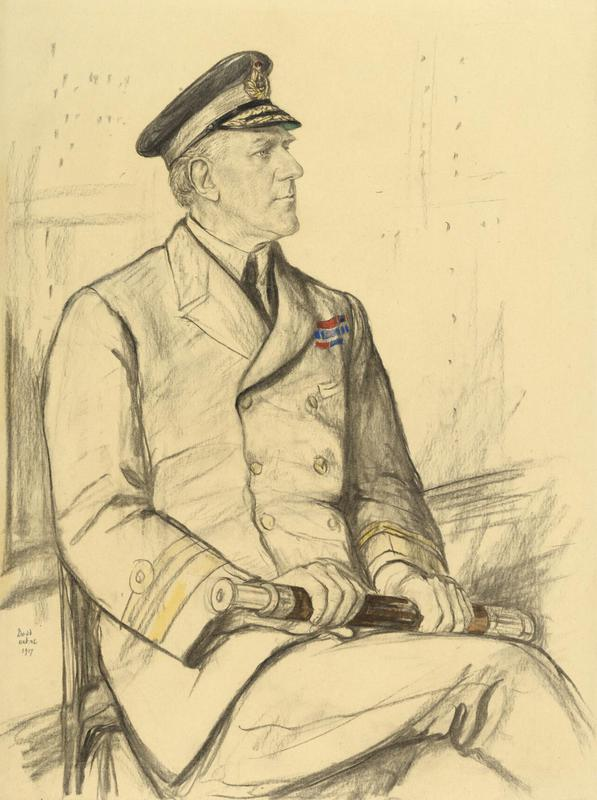
Vice-Admiral Sir Dudley de Chair

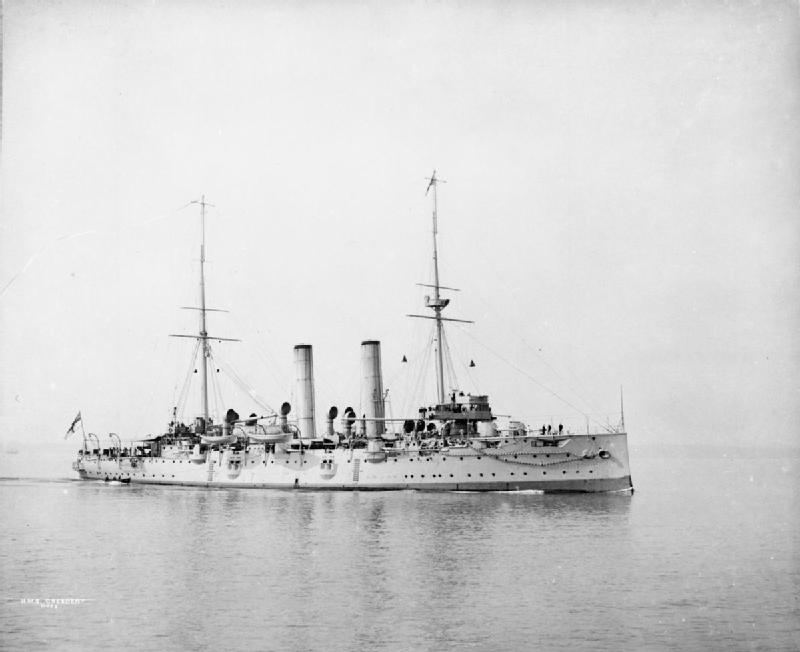
HMS Crescent

Hauptziel der Blockade und damit der Tätigkeit der Northern Patrol war die Verhinderung der Einfuhr von Waren aller Art aus dem neutralen Ausland in Übersee, insbesondere den USA und der südamerikanischen Staaten, nach Deutschland. Umgekehrt sollte die Ausfuhr deutscher Waren unterbunden werden. Zwar war ebenfalls beabsichtigt, durch die Blockade die Operationen deutscher Hilfskreuzer und U-Boote zur Führung des Kreuzerkrieges im Atlantik bzw. Übersee verhindern, doch blieb dies ein Nebenaspekt.
Daher sollte nach Möglichkeit der gesamte neutrale Handelsschiffsverkehr kontrolliert werden. Dies setzte oftmals eine Kontrolle der Handelsdampfer und in dieser Epoche noch zahlreich eingesetzten Segelschiffe durch bewaffnete Kommandos voraus, die mit ausgesetzten Beiboote erfolgte. Bei Verdacht auf Konterbande wurden betreffende Schiffe in britische Häfen begleitet. Oftmals begnügten sich die Blockade-Einheiten jedoch mit der Anfrage nach Herkunft und Reiseziel, wie im Fall der chilenisch-deutschen Fluchtbark Tinto (siehe unten).
Am 29. Juli 1914 hatte die Admiralität den Befehl zur Vorbereitung auf den Kriegsfall gegeben. Die Northern Patrol war Teil der Grand Fleet und unterstand dem Admiral Commanding, Orkneys and Shetlands. Am 1. August hisste Konteradmiral Dudley de Chair (1864–1958) seine Flagge auf dem Panzerkreuzer HMS Crescent der Edgar-Klasse als Flaggschiff des 10. Kreuzer-Geschwader (10th Cruiser Squadron). 1913 war für den Ernstfall auch der Einsatz des 11. Kreuzer-Geschwaders geplant gewesen, doch diente diese nun als Cruiser Force E in Irland (Queenstown) und im Persischen Golf. Am 7. August war das Geschwader einsatzbereit und firmierte als Cruiser Force B.
Das 10. Kreuzer-Geschwader bestand aus den acht Panzerkreuzern der Edgar-Klasse, die zu Beginn der 1890er Jahre in Dienst gestellt worden waren und vorzugsweise für den Kolonialdienst und Operationen im Rahmen der Kanonenbootpolitik vorgesehen waren. HMS Crescent selbst hatte in der Südsee und in Westindien gedient. Für einen dauerhaften Einsatz auf hoher See, insbesondere unter den extremen Witterungsbedingungen des Nordatlantik einschließlich des Auftretens von Monsterwellen waren sie weder von der Konstruktion vorgesehen noch, wie sich mit dem Beginn des Herbstes 1914 zeigen sollte, geeignet. Sie wurden daher im Dezember 1914 durch Hilfskreuzer ersetzt (AMC = Armed Merchant Cruisers = Bewaffnete Handels-Kreuzer). Hierbei handelte es sich in der Regel um Passagierdampfer, die im Frieden den Fährverkehr zwischen Großbritannien und Norwegen bedienten, sowie Bananenfrachter, die aufgrund ihrer hohen Geschwindigkeit für die Verfolgung von potentiellen Blockadebrechern besonders geeignet waren. Die Passagierdampfer boten außerdem den Vorteil großzügiger Unterkunftsmöglichkeiten, so dass die Mannschaften in Kabinen untergebracht werden konnten. Der hohe Anteil von ehemaligen Bananenfrachtern im Geschwader führte zu dem Spitznamen „Banana Fleet“ oder einfach „Bananas“. Grundsätzlich operierte die Northern Patrol von den Shetlandinseln aus, wo de Chair einen Stützpunkt in der St. Magnus Bay einrichtete.

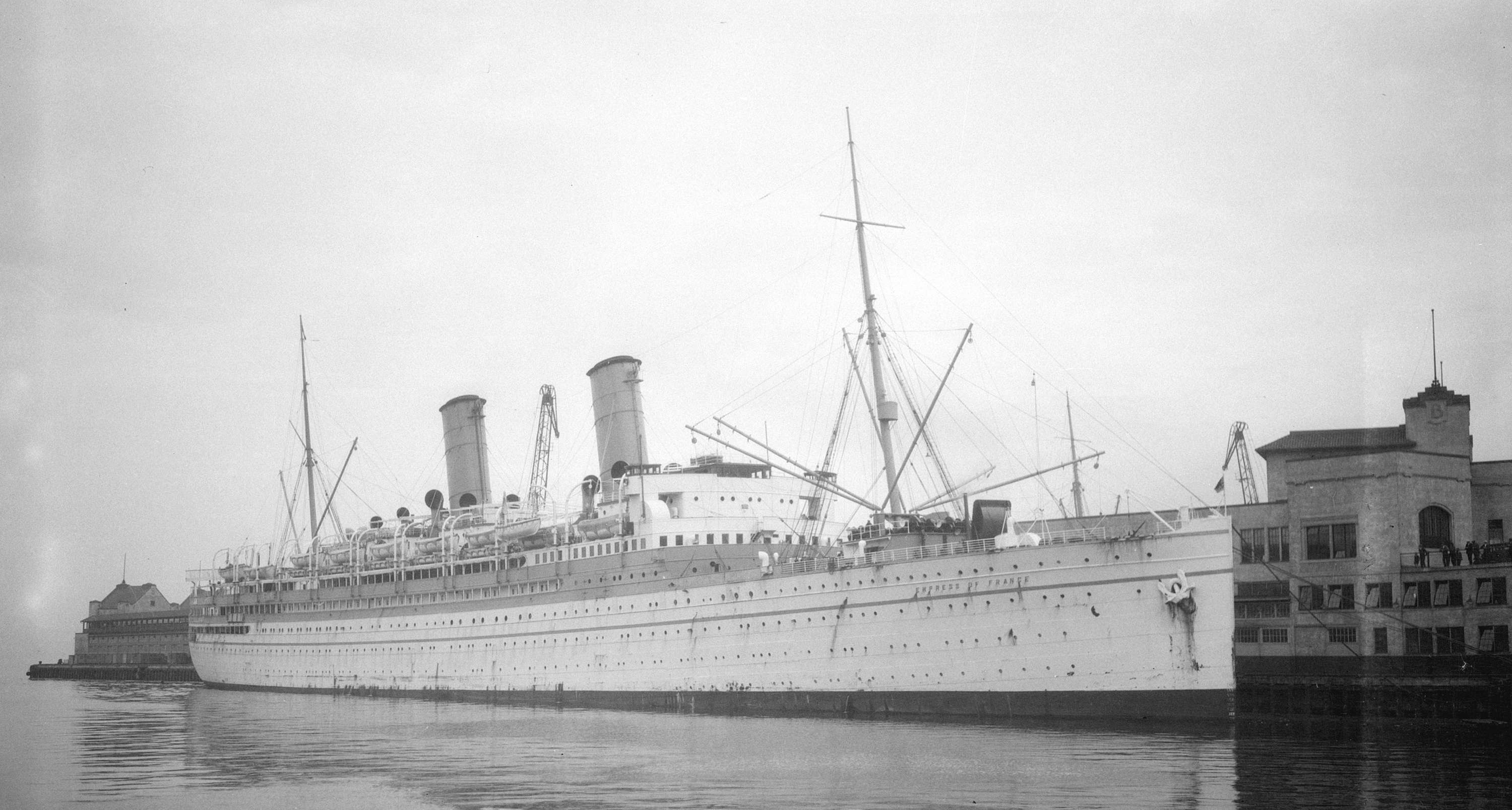
RMS Empress of France

Die Ablösung der Panzerkreuzer war auch notwendig geworden, weil die Versenkung der Hawke durch U 9 am 15. Oktober 1914 bewiesen hatte, dass die alten Kreuzer aufgrund ihres Alters und schlecht gewarteter Maschinen so langsam waren, dass sie als Beute der U-Boote dienen konnten. Am 11. November geriet die Crescent in einen Sturm, in dem eine Monsterwelle über das Vorschiff hinwegging und de Chairs Seekabine vollständig zerstörte. Außerdem riss die See ein Walboot aus den Davits, Seewasser drang in die Kesselräume ein und löschte einige Feuer. Die Wellen erreichten eine Höhe von 50 Fuß und de Chair hatte zeitweise Zweifel, ob das Flaggschiff den Sturm überstehen würde.
Bereits im August 1914 waren die Hilfskreuzer Alsatian (später Empress of France), Mantua und Teutonic zum Kreuzergeschwader getreten. Am 4. Dezember 1914 hisste de Chair seine Flagge auf der Alsatian. Die Panzerkreuzer wurden entlassen. Im Juli 1915 dienten in der Patrouille 24 Hilfskreuzer mit 7.330 Besatzungsmitgliedern. Die Alsatian hatte von Dezember 1914 bis Juli 1915 rund 36.000 Seemeilen zurückgelegt und dabei rund 21.000 Tonnen Kohle verbraucht. Das Geschwader verbrauchte zu diesem Zeitpunkt täglich 1.600 Tonnen Kohle. Eingesetzt wurden neben den drei oben genannten Einheiten die folgenden Hilfskreuzer:
- Patia, wurde am 13. Juni 1918 von dem deutschen U-Boot UC 49 versenkt, 16 Todesopfer.
- Patuca
- Bayano, wurde am 11. März 1915 von dem deutschen U-Boot U 27 versenkt, 196 Todesopfer.
- Motagua
- Changuinola
- Ambrose
- Hilary, wurde am 25. Mai 1917 von dem deutschen U-Boot U 88 versenkt, vier Todesopfer.
- Hildebrand
- Carribbean (ex Dunottar Castle)
- India, wurde am 8. August 1915 von dem deutschen U-Boot U 22 versenkt, 160 Todesopfer.
- Orotava
- Eskimo
- Calypso (später HMS Calyx), wurde am 10. Juli 1916 von dem deutschen U-Boot U 53 versenkt, 30 Todesopfer
- Oropesa (später französisch Champagne)
- Digby (später französisch Artois)
- Columbia (später HMS Columbella)
- Viking (später HMS Viknor), am 13. Januar 1915 mit der gesamten Besatzung gesunken, entweder infolge Sturmeinwirkungen oder nach einem Minentreffer, 295 Todesopfer.
- Clan McNaughton, geriet um den 3. Februar 1915 mit der gesamten Besatzung in Verlust, vermutlich infolge Sturmeinwirkungen oder infolge Minentreffer, 281 Todesopfer.

Die Hilfskreuzer besaßen eine Größe zwischen 2800 und 8200 tons und gehörten verschiedenen Reedereien. Die Besatzungen bestanden, abgesehen von einem Rumpfpersonal der Marine, insbesondere der Royal Marines nahezu ausschließlich aus Reservisten der Royal Naval Reserve (RNR) und Freiwilligen der Royal Naval Volunteer Reserve (RNVR), vorzugsweise aus der seefahrenden Bevölkerung bis hin zu Neufundländern und Neuseeländern.

## Tätigkeit
Die Blockade-Einheiten operierten nicht in Sichtweite, sondern im Abstand von circa 20 Seemeilen. Bei einer angenommenen Sichtweite von 15 Seemeilen wurde davon ausgegangen, dass Blockadebrecher mindestens von einer der beiden Einheiten gesichtet werden würden. Diese Annahme war allerdings angesichts der Wetterverhältnisse im Operationsgebiet, insbesondere im Winter und dann insbesondere nachts, rein theoretischer Art. Auch stellten die Wetterbedingungen selbst für die außerordentlich seefesten Hilfskreuzer eine Herausforderung dar, insbesondere durch den Einbau von Geschützen, die sich gefährlich auf die Topplastigkeit der Schiffe auswirkte. So wurde von einigen Geschwaderoffizieren der Untergang der Clan MacNaughton mit der gesamten Mannschaft von 281 Mann am 3. Februar 1915 nördlich von Irland auf eben diesen Umstand zurückgeführt.

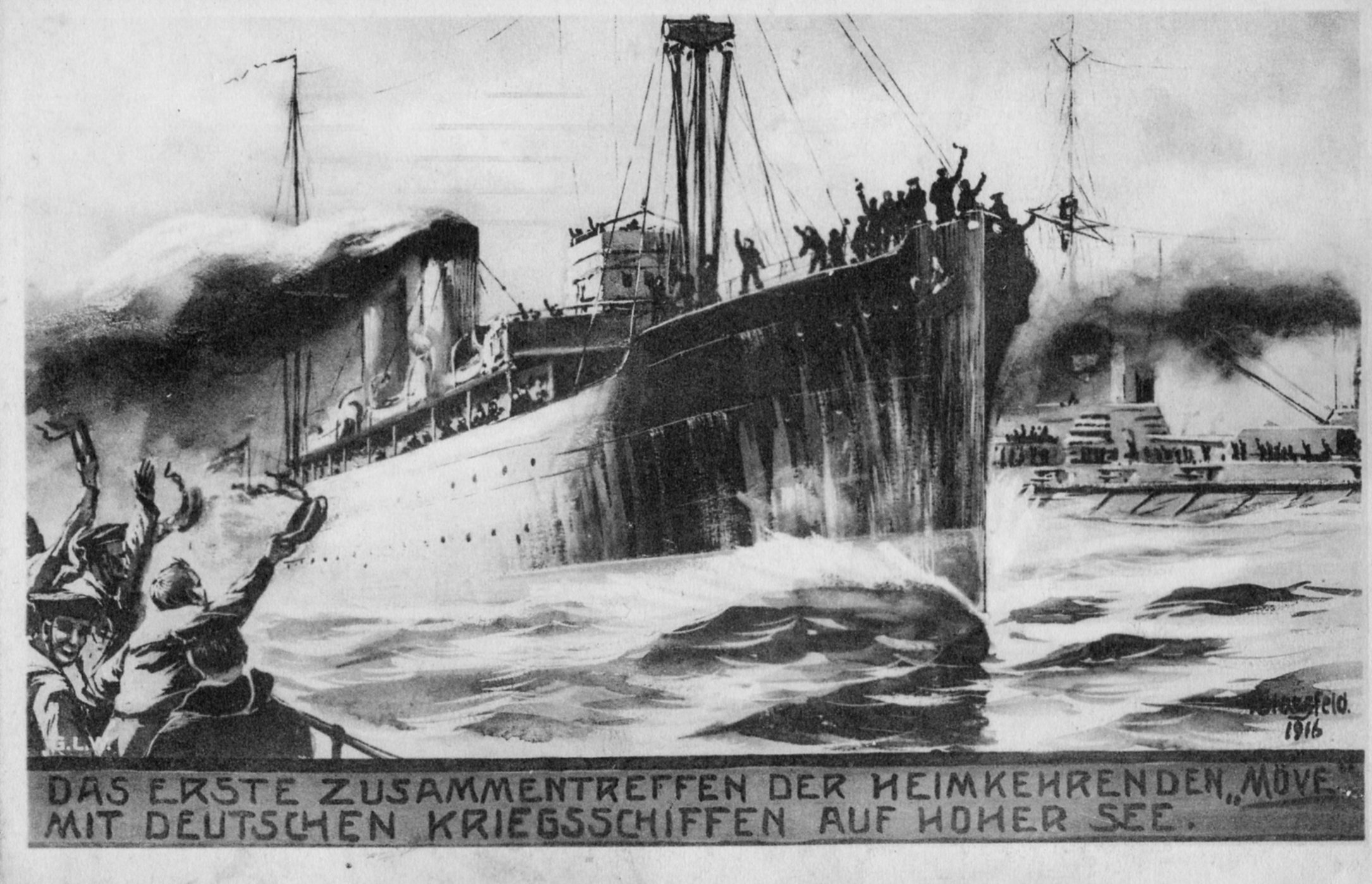
Hilfskreuzer SMS Möve 1916

Offenbar aufgrund des ersten Durchbruchs des Hilfskreuzers Möve (siehe unten) ordnete Flottenchef Admiral Sir John Jellicoe im März 1916 eine erhebliche Verstärkung der Patrouille durch Panzerkreuzer des 2. Kreuzer-Geschwaders (2nd Cruiser Squadron) an: Minotaur, Shannon, Achilles, Cochrane und Duke of Edinburgh. Später wurden für den Patrouillendienst zusätzlich bewaffnete Fischdampfer analog zu den deutschen Vorpostenbooten eingesetzt. De Chair wurde durch Vizeadmiral Reginald Tupper (1859–1945) ersetzt, der die Operation bis zum Abschluss im November 1917 führte.
Mit dem Kriegseintritt der USA im April 1917 begann die Fernblockade der Northern Patrol überflüssig zu werden. Noch im April wurden erste Einheiten für den Konvoischutz in die USA abgeordnet. Ende Juli erfolgte eine weitere Reduzierung der Kräfte. Schließlich standen nur noch die Alsatian, Teutonic und Orvieto im Dienst, bis die Northern Patrol am 29. November 1917 eingestellt wurde. Sie wurde in einem gewissen Sinne ab März 1918 durch die Nordsee-Minensperre ersetzt, die jedoch ausschließlich gegen die Operationen deutscher U-Boote im Atlantik gerichtet war.
Während der Tätigkeit der Patrouille
1. wurden auf See angehalten und untersucht: 12.979 Fahrzeuge,
2. meldeten sich in britischen Häfen freiwillig zur Untersuchung: 2.039 Fahrzeuge,
3. wurden mit einer bewaffneten Mannschaft zur Untersuchung in Häfen gesandt: 1.816 Fahrzeuge,
4. entkamen den Blockade-Einheiten, soweit dies registriert werden konnte: 642 Fahrzeuge,
5. wurden deutsche Überwassereinheiten gestellt und versenkt: zwei Hilfskreuzer (siehe unten).

Im Dienst der Northern Patrol sanken entweder durch U-Boote oder Seeminen der Panzerkreuzer HMS Hawke (siehe oben) und sieben Hilfskreuzer. Zwei Hilfskreuzer sanken mutmaßlich aufgrund der Wetterbedingungen. 16 Handelsschiffe, die mit Begleitmannschaften der Patrouille fuhren, wurden offenbar durch U-Boote versenkt, mehrere andere Handelsschiffe von diesen beschossen. Die personellen Gesamtverluste beliefen sich auf 103 Offiziere und 1063 Unteroffiziere und Mannschaften.
Aus rein außenpolitischen Gründen gegenüber den USA wurden auch zwei französische Einheiten eingesetzt, die Artois (ex Digby) und Champagne (ex Oropesa). Ihre Verwendung war ohne taktische Bedeutung. Die Champagne wurde am 9. Oktober 1917 in der Irischen See durch ein deutsches U-Boot versenkt, wobei 56 Besatzungsangehörige fielen.

## Durchbruch deutscher Hilfskreuzer und Hilfsschiffe, Handels-U-BootDeutschland

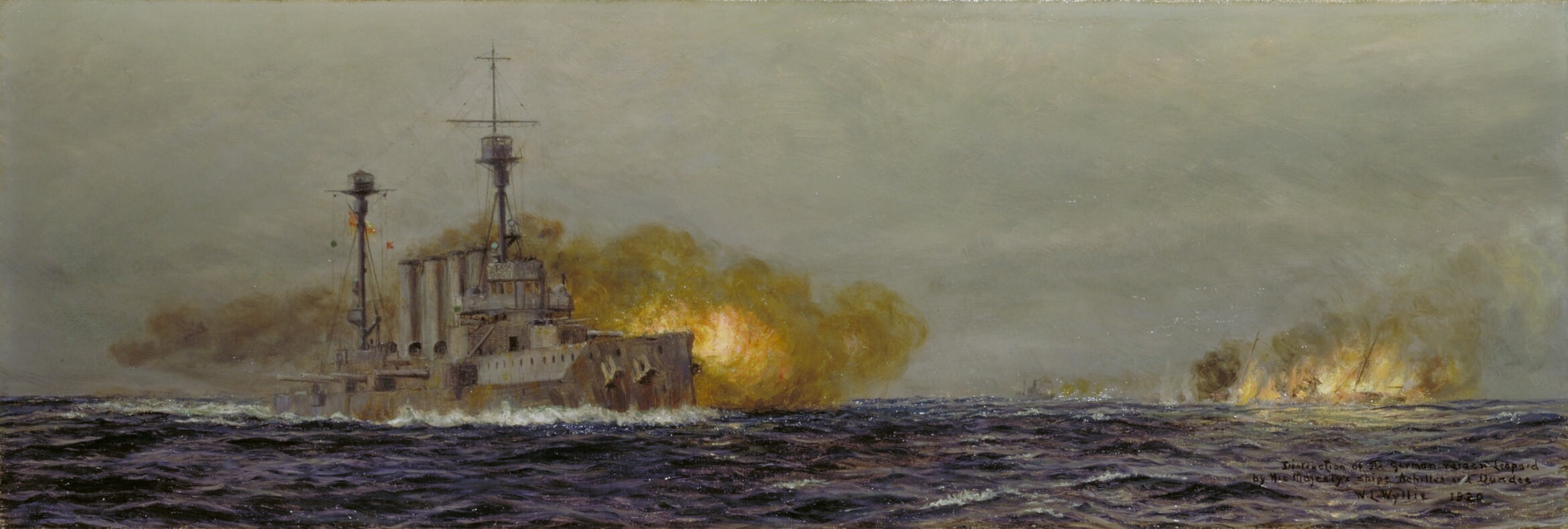
Zerstörung des deutschen Hilfskreuzers Leopard durch die HMS Achilles und Dundee.

Trotz relativ engmaschiger Überwachung gelang es den Hilfskreuzern Meteor, Möve, Wolf und Seeadler – im Fall der Möve auf zwei Reisen – die Blockade jeweils bei der Aus- und Rückreise zu durchbrechen. Dagegen wurden die Hilfskreuzer Leopard und Greif beim Durchbruchsversuch gestellt und nach Gefechten versenkt. Die Möve-Prise Yarrowdale (später Leopard, siehe oben) hatte ebenfalls unbemerkt die Blockadelinie Richtung Deutschland passiert.

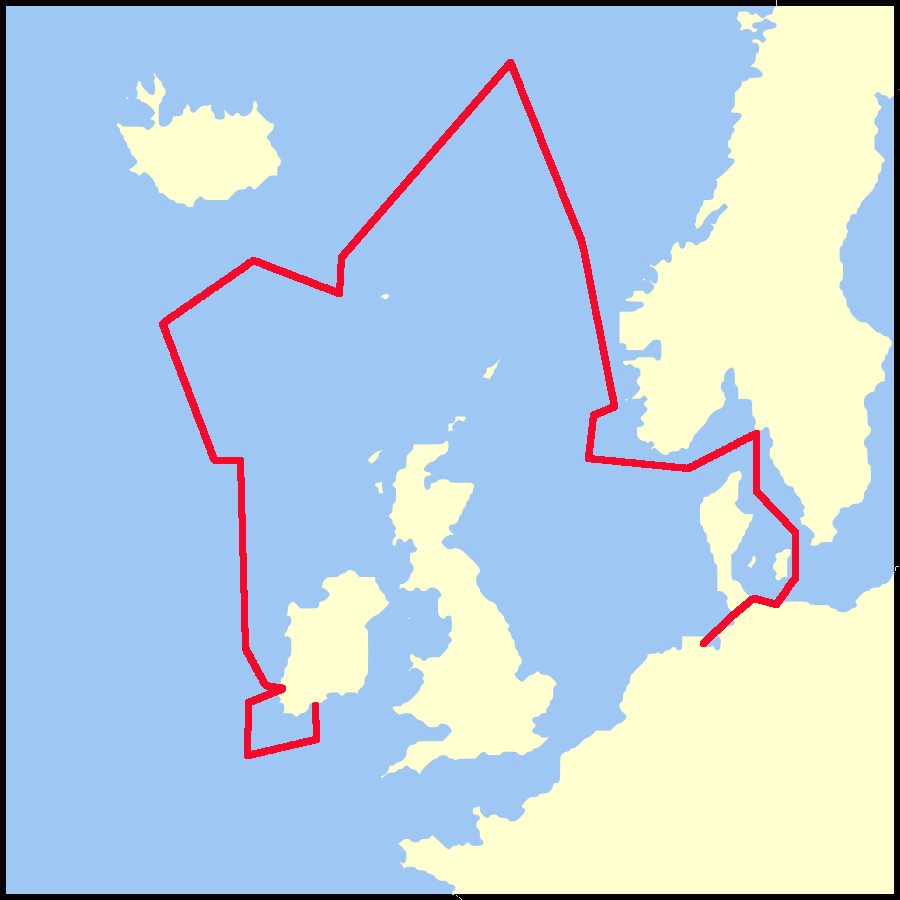
Route der Libau März–April 1916

Außerdem gelang 1915/16 den Hilfsschiffen Rubens, Marie und Libau unter der Legende von neutralen bzw. britischen Handelsschiffen der Durchbruch mit dem Ziel, Waffen und Ausrüstung für die Schutztruppe für Deutsch-Ostafrika bzw. die Rebellen im Irischen Osteraufstand zu transportieren. Ebenfalls konnte das Handels-U-Boot Deutschland die Blockade auf beiden Fahrten in die USA brechen. Bereits im November/Dezember 1914 war es dem Hilfsschiff Rio Negro, einem Versorger des vor Trinidad gesunkenen Kleinen Kreuzers Karlsruhe, von Südamerika kommend der Blockadedurchbruch.
Die Versenkung der Hilfskreuzer Greif und Leopard gelang möglicherweise weniger durch die eigentliche Tätigkeit der Blockadekräfte als die Überwachung des deutschen Funkverkehrs durch Room 40 und/oder britische Agentenmeldungen aus Deutschland, die den Zeitpunkt des geplanten Durchbruchs angekündigten. Die Seeadler wurde zwar von Blockadekräften überprüft, jedoch aufgrund der Legende als Norweger nicht enttarnt. Allerdings beruht diese Darstellung allein auf den Memoiren ihres Kommandanten Felix Graf Luckner und wird von Hampshire stark angezweifelt, da sich für diesen Vorgang britischerseits kein Nachweis findet.

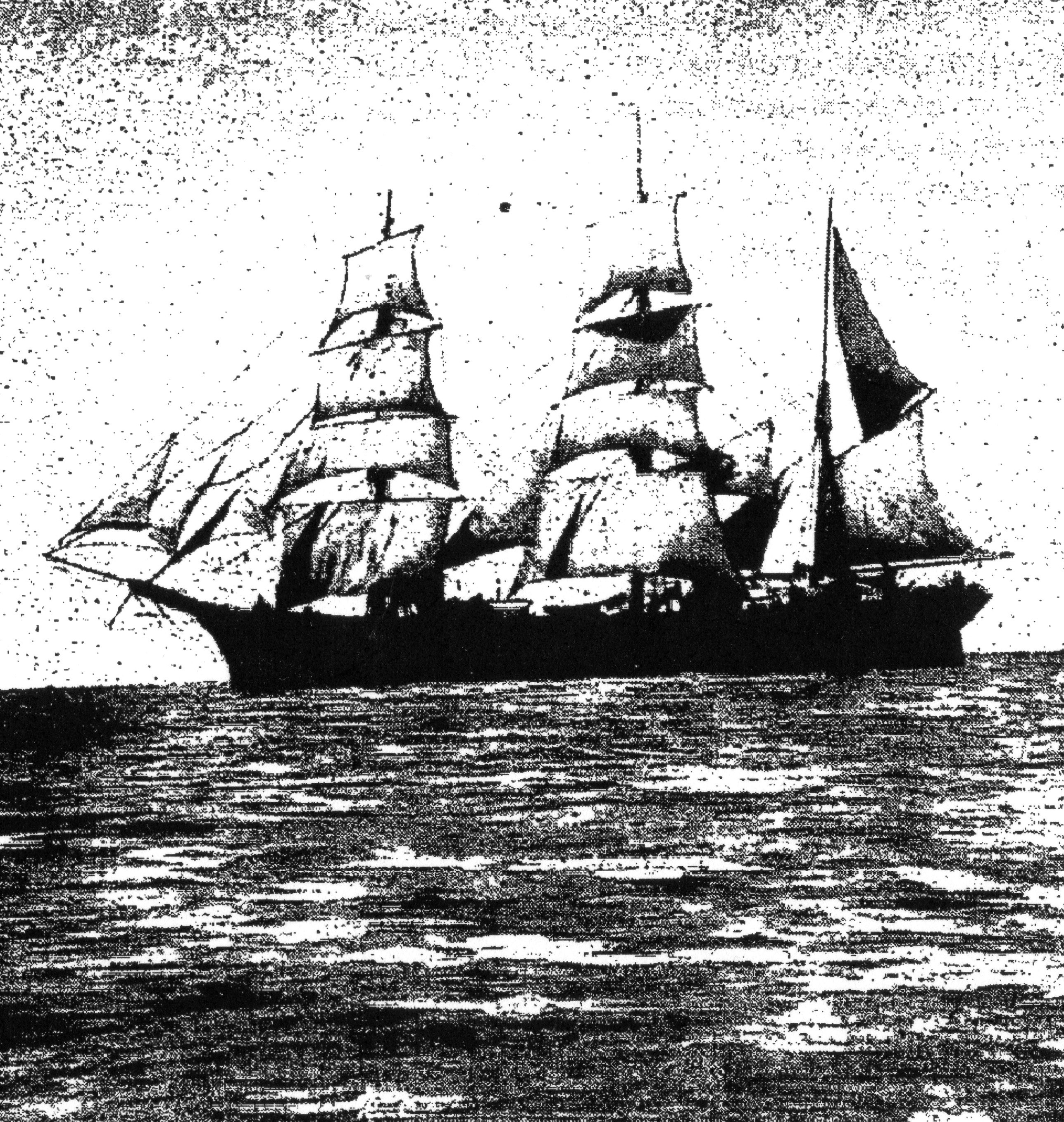
Chilenische Bark Tinto

Die chilenisch-deutsche Fluchtbark Tinto, die unter der norwegischen Legende Eva nach Norwegen durchbrach, wurde am 23. März 1917 von dem Hilfskreuzer Dundee und dem Panzerkreuzer HMS Shannon gestoppt und durch Signale nach Herkunft und Zielort befragt. Die Antwort wurde akzeptiert, zumal äußerst schlechte Wetterbedingungen herrschten und daher auf eine direkte Kontrolle des Schiffes verzichtet wurde. Als der Durchbruch am 13. April 1917 durch die Frankfurter Zeitung publik wurde, sorgte die Nachricht in der Admiralität für Empörung und die Blockadestreitkräfte wurden angewiesen, alle abgefangenen Schiffe ohne Rücksicht auf die Wetterverhältnisse zu durchsuchen.

## Ergebnisse
Der britische Militärhistoriker Basil Liddell Hart beurteilte die Effektivität der Blockade und damit der Tätigkeit der Northern Patrol wie folgt:
Wie einst die Zwangsjacken in einigen amerikanischen Gefängnissen dazu dienten, aufsässige Gefangene zur Raison zu bringen, so schränkte die Blockade erst die Bewegungsfreiheit des Gefangenen ein, schnürte ihm dann den Atem ab, und je länger das anhielt, um so mehr schwand die Widerstandskraft des Gefangenen um so niederschmetternder wurde das Bewußtsein, gefangen zu sein.
Weiterhin konstatierte Hart, dass der Zusammenbruch Bulgariens und dadurch die Bedrohung Österreich-Ungarns sowie die moralischen Auswirkungen der Blockade „auf das von Hunger gepeinigte Volk wie zwei Sporen (wirkten), mit denen die deutsche Regierung zur Kapitulation angetrieben wurde“.
Diese Auffassung vertritt auch Eric W. Osborne in seiner Studie zur Blockade, wiedergegeben bei Spencer C. Tucker:
The blockade brought economic ruin and widespread unrest in Germany and was thus an important factor in forcing Berlin to seek for peace. The blockade was only terminated on 12 July 1919, when the Allied powers received word that the German government had ratified the Treaty of Versailles … British naval blockade was the greatest factor in the defeat of Germany in World War I.

## Zweiter Weltkrieg
Am 6. September 1939 wurde die Northern Patrol erneut etabliert. Wie 25 Jahre zuvor dienten in ihr zuerst reguläre Einheiten, bis diese von Hilfskreuzern abgelöst bzw. unterstützt wurden. Der Blockadebereich erstreckte sich nun auch auf die Gewässer nördlich von Irland und die Dänemarkstraße. Flaggschiff war der Kreuzer Effingham. Eingesetzt wurden das 7., 12. und 11. Kreuzer-Geschwader. Kommandeure waren Admiral Max Kennedy Horton und Konteradmiral Ernest John Spooner. Zumindest theoretisch wurde die Blockadetätigkeit durch Flugzeuge der Royal Air Force unterstützt.
Aufgrund der deutschen Besetzung Norwegens, der Niederlande, Belgiens und Frankreichs standen der deutschen Schifffahrt und der Kriegsmarine zumindest theoretisch ein Operationsraum vom Nordkap bis nach Spanien zur Verfügung; eine im Vergleich zum Ersten Weltkrieg völlig veränderte seestrategische Situation. Infolgedessen wurde die Northern Patrol im September 1940 praktisch eingestellt und ihre Einheiten der Western Patrol zugeteilt, die hauptsächlich im Mittelatlantik operierte.